# UFC 34
UFC 34: High Voltage（ユーエフシー・サーティフォー：ハイ・ヴォルテージ）は、アメリカ合衆国の総合格闘技団体「UFC」の大会の一つ。2001年11月2日、ネバダ州ラスベガスのMGMグランド・ガーデン・アリーナで開催された。

## 大会概要
メインイベントのUFC世界ヘビー級タイトルマッチでは、王者ランディ・クートゥアが挑戦者ペドロ・ヒーゾを降し、2度目の王座防衛に成功した。
UFC世界ウェルター級タイトルマッチでは、挑戦者マット・ヒューズが王者カーロス・ニュートンに三角絞めを極められたまま持ち上げた際に失神してしまうが、そのままニュートンをマットに落とした際にニュートンも失神してしまい、両者が失神する事態となったが、裁定はヒューズのKO勝ちとなり第3代UFC世界ウェルター級王者となった。
フランク・ミアがUFCに初出場した。

## 試合結果

### プレリミナリィカード
第1試合 ヘビー級 5分3R
○  フランク・ミア vs.  ホベルト・トラヴェン ×
1R 1:05 腕ひしぎ十字固め
第2試合 ミドル級 5分3R
○  マット・リンドランド vs.  フィル・バローニ ×
3R終了 判定2-0（29-28、29-27、28-28）
第3試合 ライトヘビー級 5分3R
○  エヴァン・タナー vs.  ホーマー・ムーア ×
2R 0:55 腕ひしぎ十字固め

### メインカード
第4試合 ヘビー級 5分3R
○  ジョシュ・バーネット vs.  ボビー・ホフマン ×
2R 4:25 ギブアップ（パウンド）
第5試合 ライト級 5分3R
○  BJ・ペン vs.  宇野薫 ×
1R 0:11 KO（スタンドパンチ連打）
第6試合 UFC世界ウェルター級タイトルマッチ 5分5R
○  マット・ヒューズ vs.  カーロス・ニュートン ×
2R 1:27 KO（バスター）
※ヒューズが王座獲得に成功
第7試合 ヘビー級 5分3R
○  リコ・ロドリゲス vs.  ピート・ウィリアムス ×
2R 4:02 TKO（レフェリーストップ：パウンド）
第8試合 UFC世界ヘビー級タイトルマッチ 5分5R
○  ランディ・クートゥア vs.  ペドロ・ヒーゾ ×
3R 1:38 TKO（レフェリーストップ：パウンド）
※クートゥアが王座の2度目の防衛に成功